# جام بزرگ والیبال قهرمانان جهان ۱۹۹۷
جام بزرگ والیبال قهرمانان جهان در سال ۱۹۹۷ ، از ۱۵ تا ۲۴ نوامبر ۱۹۹۷ (۲۴ تا ۳ آذر ۱۳۷۶) در ژاپن برگزار شد. 

## قوانین مسابقات
قوانین رقابتهای جام قهرمانان جهان در سال ۱۹۹۷، سیستم تک حذفی بود. هر تیم یک بار در برابر هر ۵ تیم باقی مانده بازی می کند. در کل مسابقات امتیازات جمع می شد و جایگاه پایانی با کل امتیازات کسب شده مشخص می شد.

## سالنها
- سالن اوزاکا-جی, اوساکا, ژاپن
- سالن سبز هیروشیما, هیروشیما, ژاپن
- ورزشگاه ملی یویوگی, توکیو, ژاپن

## نتایج
- همه زمان ها زمان استاندارد ژاپن است ( UTC + 09: 00 ).

|      |          |          | مسابقات | مسابقات | ست‌ها | ست‌ها | ست‌ها  | امتیازها | امتیازها | امتیازها |
| رتبه | تیم      | امتیازها | برد     | باخت    | برد  | باخت | نسبت  | برد      | باخت     | نسبت     |
| ---- | -------- | -------- | ------- | ------- | ---- | ---- | ----- | -------- | -------- | -------- |
| ۱    | برزیل    | ۱۰       | ۵       | ۰       | ۱۵   | ۳    | ۵٫۰۰۰ | ۲۶۷      | ۱۷۵      | ۱٫۵۲۶    |
| ۲    | هلند     | ۸        | ۳       | ۲       | ۱۲   | ۹    | ۱٫۳۳۳ | ۲۸۹      | ۲۸۷      | ۱٫۰۰۷    |
| ۳    | کوبا     | ۸        | ۳       | ۲       | ۱۱   | ۹    | ۱٫۲۲۲ | ۲۵۳      | ۲۱۹      | ۱٫۱۵۵    |
| ۴    | چین      | ۸        | ۳       | ۲       | ۹    | ۱۰   | ۰٫۹۰۰ | ۲۳۳      | ۲۴۸      | ۰٫۹۴۰    |
| ۵    | ژاپن     | ۶        | ۱       | ۴       | ۸    | ۱۲   | ۰٫۶۶۷ | ۲۵۱      | ۲۶۳      | ۰٫۹۵۴    |
| ۶    | استرالیا | ۵        | ۰       | ۵       | ۳    | ۱۵   | ۰٫۲۰۰ | ۱۷۲      | ۲۷۳      | ۰٫۶۳۰    |

### مسابقات شهر اوساکا
| تاریخ | زمان  |       | امتیاز |          | ست ۱  | ست ۲  | ست ۳  | ست ۴  | ست ۵ | مجموع |
| ----- | ----- | ----- | ------ | -------- | ----- | ----- | ----- | ----- | ---- | ----- |
| ۱۵ ن  | ۱۳:۰۰ | ژاپن  | ۰-۳    | استرالیا | ۴-۱۵  | ۱۰-۱۵ | ۳-۱۵  |       |      | ۱۷-۴۵ |
| ۱۵ ن  | ۱۵:۰۰ | چین   | ۱-۳    | هلند     | ۱۳-۱۵ | ۱۰-۱۵ | ۱۵-۱۲ | ۵-۱۵  |      | ۴۳-۵۷ |
| ۱۵ ن  | ۱۷:۰۰ | کوبا  | ۳-۱    | برزیل    | ۱۳-۱۵ | ۱۵-۱۰ | ۱۵-۴  | ۱۵-۹  |      | ۵۸-۳۸ |
| ۱۷ ن  | ۱۴:۰۰ | برزیل | ۰-۳    | استرالیا | ۲-۱۵  | ۱۱-۱۵ | ۳-۱۵  |       |      | ۱۶-۴۵ |
| ۱۷ ن  | ۱۶:۰۰ | کوبا  | ۰-۳    | چین      | ۱۲-۱۵ | ۱۱-۱۵ | ۳-۱۵  |       |      | ۲۶-۴۵ |
| ۱۷ ن  | ۱۸:۳۰ | هلند  | ۲-۳    | ژاپن     | ۹-۱۵  | ۲۴-۲۲ | ۱۴-۱۶ | ۱۵-۱۱ | ۹-۱۵ | ۷۱-۷۹ |

### مسابقات شهر هیروشیما
| تاریخ | زمان  |          | امتیاز |       | ست ۱  | ست ۲  | ست ۳  | ست ۴ | ست ۵  | مجموع |
| ----- | ----- | -------- | ------ | ----- | ----- | ----- | ----- | ---- | ----- | ----- |
| ۱۹ ن  | ۱۴:۰۰ | چین      | ۳-۰    | برزیل | ۱۵-۵  | ۱۵-۱۲ | ۱۵-۱۰ |      |       | ۴۵-۲۷ |
| ۱۹ ن  | ۱۶:۰۰ | استرالیا | ۳-۰    | هلند  | ۲۶-۲۴ | ۱۵-۱۲ | ۱۵-۵  |      |       | ۵۶-۴۱ |
| ۱۹ ن  | ۱۸:۳۰ | ژاپن     | ۳-۲    | کوبا  | ۷-۱۵  | ۱۵-۴  | ۱۳-۱۵ | ۱۵-۶ | ۱۵-۱۱ | ۶۵-۵۱ |

### مسابقات شهر توکیو
| تاریخ | زمان  |          | امتیاز |          | ست ۱  | ست ۲  | ست ۳  | ست ۴  | ست ۵  | مجموع |
| ----- | ----- | -------- | ------ | -------- | ----- | ----- | ----- | ----- | ----- | ----- |
| ۲۲ ن  | ۱۳:۰۰ | چین      | ۱-۳    | ژاپن     | ۱۵-۸  | ۱۳-۱۵ | ۱۲-۱۵ | ۱۱-۱۵ |       | ۵۱-۵۳ |
| ۲۲ ن  | ۱۵:۰۰ | برزیل    | ۲-۳    | هلند     | ۹-۱۵  | ۱۲-۱۵ | ۱۵-۱۳ | ۱۵-۱۲ | ۱۰-۱۵ | ۶۱-۷۰ |
| ۲۲ ن  | ۱۷:۰۰ | کوبا     | ۱-۳    | استرالیا | ۳-۱۵  | ۱۵-۱۲ | ۴-۱۵  | ۱۲-۱۵ |       | ۳۴-۵۷ |
| ۲۴ ن  | ۱۲:۳۰ | استرالیا | ۳-۲    | چین      | ۱۵-۱۲ | ۱۵-۹  | ۱۳-۱۵ | ۱۲-۱۵ | ۱۵-۱۳ | ۷۰-۶۴ |
| ۲۴ ن  | ۱۵:۰۰ | ژاپن     | ۳-۰    | برزیل    | ۱۵-۵  | ۱۵-۱۱ | ۱۹-۱۷ |       |       | ۴۹-۳۳ |
| ۲۴ ن  | ۱۷:۰۰ | هلند     | ۱-۳    | کوبا     | ۱۱-۱۵ | ۱۴-۱۶ | ۱۵-۴  | ۸-۱۵  |       | ۴۸-۵۰ |

## جدول پایانی
| رتبه | تیم      |
| ---- | -------- |
| 1    | برزیل    |
| 2    | هلند     |
| 3    | کوبا     |
| ۴    | چین      |
| ۵    | ژاپن     |
| ۶    | استرالیا |

| جام بزرگ قهرمانان جهان ۱۹۹۷ |
| --------------------------- |
| · برزیل · اولین عنوان       |

## جوایز
1. بهترین آبشار زن:  بس ون د گور
2. بهترین مدافع:  ژنگ لیانگ
3. بهترین سرویس زن:  دیوید برد
4. بهترین پاسور:  میشا لاتوحیین